# Karen Kraft
Karen Kraft, nach Heirat Karen Rigsby, (* 3. Mai 1969 in San Mateo, Kalifornien) ist eine US-amerikanische Ruderin, die zwei olympische Medaillen gewann.

## Sportliche Karriere
Die 1,77 m große Karen Kraft begann an der California Polytechnic State University in San Luis Obispo beim dortigen Ruderteam Mustangs mit dem Rudersport. Bei den Weltmeisterschaften 1995 trat sie zusammen mit Melissa Schwen im Zweier ohne Steuerfrau an. Die beiden Amerikanerinnen gewannen die Silbermedaille hinter den Australierinnen Kate Slatter und Megan Still. Bei den Olympischen Spielen 1996 in Atlanta gewannen sowohl die Australierinnen als auch die Amerikanerinnen ihren Vorlauf. Im Halbfinale siegten Kraft und Schwen mit drei Sekunden Vorsprung vor den Australierinnen, im Finale gewannen Still und Slatter mit 39 Hundertstelsekunden Vorsprung.
Erst 2000 traten Karen Kraft und Melissa Ryan, wie sie nach ihrer Heirat hieß, wieder international an. Nach einem fünften Platz beim Ruder-Weltcup in Luzern ruderten die beiden auch bei den Olympischen Spielen zusammen. Nachdem sie sich über den Hoffnungslauf für das Finale qualifiziert hatten, kämpften die Amerikanerinnen im Finale gegen Kate Slatter und deren neue Partnerin Rachael Taylor um die Medaillen hinter den Rumäninnen Georgeta Damian und Doina Ignat. Die Rumäninnen siegten mit anderthalb Sekunden Vorsprung, dahinter lagen die Australierinnen 44 Hundertstelsekunden vor Kraft und Ryan.
Karen Rigsby hat ein abgeschlossenes Studium als Sportlehrerin und war danach als Assistenztrainerin an der University of Wisconsin tätig. Derzeit (Stand 2015) arbeitet sie als Yoga-Lehrerin in Madison, Wisconsin.